# アルスラーン・イスラーイール・イブン・セルジューク
アルスラーン・イスラーイール・イブン・セルジューク（? - 1032年?）は、ルーム・セルジューク朝の一族。子にクタルミシュ・イブン・アルスラーン・イスラーイール。孫にルーム・セルジューク朝の始祖となったスライマーン・イブン・クタルミシュがいる。
父はセルジュークで、セルジューク朝の始祖となったトゥグリル・ベグの叔父にあたる。父の没後、セルジューク集団の一部を率いて活躍するも、ガズナ朝のマフムードに捕らえられて1032年に獄死したという。
トゥグリルは、兄のチャグリー・ベクとともに伯父を救出する作戦とマフムードの後を継いだマスウード1世との交渉を何度か行っている。一方で、残余のセルジューク集団を掌握するため、伯父の拘禁の報復を口実として盛んにガズナ朝への出征を行うようになった。 